# NGC 332
NGC 332 este o galaxie spirală barată, posibil lenticulară, situată în constelația Peștii. A fost descoperită în 22 octombrie 1886 de către Lewis Swift.